# Musashi no Ken
Musashi no Ken (japansk: 六三四の剣) er en japansk sports manga-serie forfattet og illustreret af Motoka Murakami, der fokuserer på kendo. Det blev til en fjernsynsserie af Shogakukan i Shonen Sunday mellem april 1981 og oktober 1985, hvor Musashi no Ken modtog Shogakukan Manga Award i 1984 for shōnen manga.
Denne manga blev ombearbejdet til en film-animation på 72 episoder af Eiken (studio). Desuden blev denne manga ombearbejdet til et NES platform game kaldet 'Musashi no Ken – Tadaima Shugyō Chu' (六三四の剣 ただいま修行中, oversat: "Musashis sværd - Nu midt i træningen"). Spillet blev udviklet og udgivet af Taito Corporation den 8. august 1986.